# El Olivo II
El Olivo II es una colonia que se encuentra al norte del Municipio de Tlalnepantla colindando con el municipio de Tultitlán, se encuentra ubicado en un cerro perteneciente a la sierra de Guadalupe, en el Estado de México, México.

## Historia
En 1982 el presidente municipal Alfonso Olvera Reyes ordena la estructuración de la colonia debido a que la explosión demográfica iba creciendo y no había más lugar donde ubicar a la gente que vivía de forma irregular en los sitios del primer cuadro de tlalnepantla en las vías, vagones de tren y en partes del río San Javier. Para 1984 la colonia quedó terminada con las calles y fraccionamientos y servicios de luz agua y drenaje, denominados para vender terrenos, sin embargo la venta de los mismos era muy lenta y con problemas. también tenían otro inconveniente mejorar un poco el aspecto del primer cuadro del municipio de tlalnepantla para eso la mayor parte de las familias que vivían de forma irregular fueron reubicados a la colonia en 1985. La única solución encontrada era mandarlos al Olivo II para que allá se asentaran y fuesen liquidando con el paso del tiempo los terrenos, esto para limpiar el cuadro del centro de Tlalnepantla de Baz.
En una primera etapa el Fraccionamiento y la parte alta del Olivo II se planearon para ser una zona residencial, sin embargo esta reubicación trajo a personas con bajos recursos y  esto mermo la plus valía del lugar. Hoy en día se considera una de las zonas rojas.